# Reform 2000
Der Reform 2000 ist ein Traktor, der speziell für das Mähen und Wenden von Gras an steilen Hängen im Hochgebirge entwickelt wurde. Seiner Zweckbestimmung folgend, trug er auch den Beinamen Mähwender. Er wurde ab 1965 von den Reform-Werken im österreichischen Wels hergestellt und galt seinerzeit als robustes und vielseitiges Arbeitsgerät.

## Geschichte
Nachdem die Reform-Werke 1948 mit dem einachsigen Motormäher R1 die erste Mechanisierungsstufe in der Berglandtechnik eingeläutet hatten, folgte 1965 mit dem Verkaufsstart des Mähwenders der Beginn der zweiten Mechanisierungsstufe. Großer Vorteil war, dass man erstmals am Hang sitzend mähen und die Heuarbeiten ausführen konnte. Die ursprüngliche Version dieses Modells war mit einem 16-PS-Motor ausgestattet. Im Jahr 1969 erfolgte eine Umstellung auf einen leistungsstärkeren Motor mit 19 PS. Abgelöst wurde der Mähwender Ende der 1970er Jahre durch die Einführung des Zweiachsmähers Metrac 3000.

## Technische Daten
Der Reform 2000 hat einen luftgekühlten Zweizylinder-Boxermotor von Steyr-Puch vom Typ St 690 mit einem Hubraum von 643 cm³. Der Motor ist ein Viertakt-Ottomotor mit hängenden Ventilen an Stoßstangen und Kipphebeln, einem Vergaser und Gebläsekühlung. Die Verdichtung beträgt 7,5 : 1 und die Leistung des Motors beläuft sich auf 16 PS bei 4000/min (ab 1969 19 PS).
Für die Kraftübertragung ist der Fahrantrieb des Mähwenders mit einer Einscheiben-Trockenkupplung und einem Viergang-Fahrgetriebe mit Wendegetriebe (4V/4R) und Sperrdifferential ausgestattet. Der Mähwerkantrieb erfolgt über eine Klauenkupplung und Keilriemen. Der Mähwender hat Trommelbremsen. Die Bereifung beträgt vorne 4.00-12 und hinten 6.00-16. Der Mähwender hat einen Radstand von 1775 mm und eine Spurweite von 1250 mm sowohl vorne als auch hinten. Seine Abmessungen betragen 2765 mm in der Länge, 2250 mm in der Breite und 1150 mm in der Höhe. Das Gewicht liegt bei 670 kg und die Höchstgeschwindigkeit beträgt 11,6 km/h.
Das Mähwerk ist mit einem Keilriemenband ausgestattet, das 11 Zinkenwellen mit je 2 Doppelzinken enthält. Die Arbeitsbreite des Mähwenders beträgt 1800 mm.